# Bea Santiago
Bea Rose Monterde Santiago (sinh ngày 17 tháng 12 năm 1990) là một diễn viên, người mẫu thời trang và nữ hoàng sắc đẹp đến từ Philippines. Cô mang trong mình nửa dòng máu Canada.